# ASO (비디오 게임)
ASO(ASO: Armored Scrum Object) 또는 알파 미션(Alpha Mission)은 SNK가 개발하고 1985년 일본의 남코와 북미의 트레이드웨스트가 아케이드 비디오 게임으로 출시한 수직 스크롤 슈팅 게임이다. 이후 1986년에 패미컴으로 이식되었고 1987년에 닌텐도 엔터테인먼트 시스템용으로 출시되었다.
아케이드 게임은 일본에서 상업적인 성공을 거두었으며 1986년 테이블 아케이드 게임 중 7번째로 높은 수익을 올렸다. 1991년 네오지오 아케이드 시스템용 후속편인 알파 미션 II(Alpha Mission II)가 출시되었다.